# Xingyang
Koordinaten: 34° 48′ N, 113° 22′ O
Xingyang (chinesisch 荥阳市, Pinyin Xíngyáng Shì) ist eine kreisfreie Stadt im Verwaltungsgebiet der bezirksfreien Stadt Zhengzhou, Provinz Henan, Volksrepublik China. Xingyang hat eine Fläche von 911,8 km² und zählt 648.700 Einwohner (Stand: Ende 2018).
Die paläolithische Zhijidong-Stätte (Zhijidong yizhi 织机洞遗址) und die Stätte der alten Stadt Dashigu (Dashigu chengzhi 大师姑城址) aus der Zeit der Xia-Dynastie, mittleren und späten Erlitou-Kultur stehen seit 2006 auf der Liste der Denkmäler der Volksrepublik China.
Die Longhai-Bahn verbindet Xingyang mit Lanzhou und Lianyungang.